# 普馬維里山
14°52′09″S 73°44′54″W / 14.86917°S 73.74833°W
普馬維里山（Pumawiri），是秘魯的山峰，位於該國中南部阿亞庫喬大區，由帕里納科查斯省的科拉科拉區負責管轄，屬於安地斯山脈的一部分，海拔高度4,800米。